# Razzie Award al peggior attore non protagonista
Il Razzie Award al peggior attore non protagonista (Razzie Award for Worst Supporting Actor) è un premio annuale assegnato dai Golden Raspberry Awards al peggior attore non protagonista dell'anno.  
Di seguito sono elencati i vari attori che sono stati nominati, e che hanno vinto in questa categoria.  
Il premio comprende anche coppie, attrici travestite o oggetti di scena. Il premio è stato assegnato per la prima volta durante il 1980. 
Gli attori che hanno ottenuto più riconoscimenti in questa categoria sono Hayden Christensen e Dan Aykroyd con due premi ciascuno. Brooke Shields è tuttora l'unica donna ad aver vinto il premio, mentre Hayden Christensen è l'unico attore ad aver vinto il premio per il medesimo ruolo interpretato (Anakin Skywalker).

## Edizioni

### 1980
- 1980
  - John Adames - Una notte d'estate (Gloria) (Gloria)
- 1980
  - Laurence Olivier - La febbre del successo - Jazz Singer (The Jazz Singer)
  - Marlon Brando - La formula (The Formula)
  - Charles Grodin - Bastano tre per fare una coppia (Seems Like Old Times)
  - David Selby - Blitz nell'oceano (Raise the Titanic!)
- 1981
  - Steve Forrest - Mammina cara (Mommie Dearest)
  - Billy Barty - Sotto l'arcobaleno (Under the Rainbow)
  - Ernest Borgnine - Benedizione mortale (Deadly Blessing)
  - James Coco - Solo quando rido (Only When I Laugh)
  - Danny DeVito - Going Ape!
- 1982
  - Ed McMahon - Butterfly - Il sapore del peccato (Butterfly)
  - Michael Beck - Megaforce
  - Ben Gazzara - Inchon
  - Ted Hamilton - Il film pirata (The Pirate Movie)
  - Orson Welles - Butterfly - Il sapore del peccato (Butterfly)
- 1983
  - Jim Nabors - Stroker Ace
  - Joseph Cali - Il prezzo del successo (The Lonely Lady)
  - Louis Gossett Jr. - Lo squalo 3 (Jaws 3-D)
  - Anthony Holland - Il prezzo del successo (The Lonely Lady)
  - Richard Pryor - Superman III
- 1984
  - Brooke Shields - Sahara
  - Robby Benson - Harry & Son
  - Sammy Davis Jr. - La corsa più pazza d'America n. 2 (Cannonball Run II)
  - George Kennedy - Bolero Extasy (Bolero)
  - Ron Leibman - Nick lo scatenato (Rhinestone)
- 1985
  - Rob Lowe - St. Elmo's Fire
  - Raymond Burr - Il ritorno di Godzilla (The Return of Godzilla)
  - Herbert Lom - Allan Quatermain e le miniere di re Salomone (King Solomon's Mines)
  - Robert Urich - Turk 182
  - Burt Young - Rocky IV
- 1986
  - Jerome Benton - Under the Cherry Moon
  - Peter O'Toole - Club Paradise
  - Tim Robbins - Howard e il destino del mondo (Howard the Duck)
  - Brian Thompson - Cobra
  - Scott Wilson - Blue City
- 1987
  - David Mendenhall - Over the Top
  - Billy Barty - I dominatori dell'universo (Masters of the Universe)
  - Tom Bosley - Il mistero da 4 milioni di dollari (Million Dollar Mystery)
  - Michael Caine - Lo squalo 4 - La vendetta (Jaws: The Revenge)
  - Mack Dryden e Jamie Alcroft - Il mistero da 4 milioni di dollari (Million Dollar Mystery)
- 1988
  - Dan Aykroyd - Due palle in buca (Caddyshack II)
  - Billy Barty - Willow
  - Richard Crenna - Rambo III
  - Harvey Keitel - L'ultima tentazione di Cristo (The Last Temptation of Christ )
  - Christopher Reeve - Cambio marito (Switching Channels)
- 1989
  - Christopher Atkins - Bocca su bocca (Listen to Me)
  - Ben Gazzara - Il duro del Road House (Road House)
  - DeForest Kelley - Star Trek V - L'ultima frontiera (Star Trek V: The Final Frontier)
  - Pat Morita - Karate Kid III - La sfida finale (The Karate Kid, Part III)
  - Donald Sutherland - Sorvegliato speciale (Lock Up)

### 1990
- 1990
  - Donald Trump - I fantasmi non possono farlo (Ghosts Can't Do It)
  - Leo Damian - I fantasmi non possono farlo (Ghosts Can't Do It)
  - Gilbert Gottfried - Le avventure di Ford Fairlane (The Adventures of Ford Fairlane), Senti chi parla 2 (Look Who's Talking Too), Piccola peste (Problem Child)
  - Wayne Newton - Le avventure di Ford Fairlane (The Adventures of Ford Fairlane)
  - Burt Young - Rocky V
- 1991
  - Dan Aykroyd - Nient'altro che guai (Nothing But Trouble)
  - Richard E. Grant - Hudson Hawk - Il mago del furto (Hudson Hawk)
  - Anthony Quinn - L'impero del crimine (Mobsters)
  - Christian Slater - L'impero del crimine (Mobsters), Robin Hood - Principe dei ladri (Robin Hood: Prince of Thieves)
  - John Travolta - Shout
- 1992
  - Tom Selleck - Cristoforo Colombo - La scoperta (Christopher Columbus: The Discovery)
  - Alan Alda - Perversione mortale (Whispers in the Dark)
  - Marlon Brando - Cristoforo Colombo - La scoperta (Christopher Columbus: The Discovery)
  - Danny DeVito - Batman - Il ritorno (Batman Returns)
  - Robert Duvall - Gli strilloni (Newsies)
- 1993
  - Woody Harrelson - Proposta indecente (Indecent Proposal)
  - Tom Berenger - Sliver
  - John Lithgow - Cliffhanger - L'ultima sfida (Cliffhanger)
  - Chris O'Donnell - I tre moschettieri (The Three Musketeers)
  - Keanu Reeves - Molto rumore per nulla (Much Ado About Nothing)
- 1994
  - O. J. Simpson - Una pallottola spuntata 33⅓ - L'insulto finale (The Naked Gun 33⅓: The Final Insult)
  - Dan Aykroyd - Exit to Eden m, Genitori cercasi (North)
  - Jane March - Il colore della notte (Color of Night)
  - William Shatner - Generazioni (Star Trek Generations)
  - Rod Steiger - Lo specialista (The Specialist)
- 1995
  - Dennis Hopper - Waterworld
  - Tim Curry - Congo
  - Robert Davi - Showgirls
  - Robert Duvall - La lettera scarlatta (The Scarlet Letter)
  - Alan Rachins - Showgirls
- 1996
  - Marlon Brando - L'isola perduta (The Island of Dr. Moreau)
  - Val Kilmer - Spiriti nelle tenebre (The Ghost and the Darkness), L'isola perduta (The Island of Dr. Moreau)
  - Burt Reynolds - Striptease
  - Steven Seagal - Decisione critica (Executive Decision)
  - Quentin Tarantino - Dal tramonto all'alba (From Dusk till Dawn)
- 1997
  - Dennis Rodman - Double Team - Gioco di squadra (Double Team)
  - Willem Dafoe - Speed 2 - Senza limiti (Speed 2: Cruise Control)
  - Chris O'Donnell - Batman & Robin
  - Arnold Schwarzenegger - Batman & Robin
  - Jon Voight - Testimone involontario (Most Wanted), U Turn - Inversione di marcia (U Turn)
- 1998
  - Joe Eszterhas - Hollywood brucia (An Alan Smithee Film: Burn Hollywood Burn)
  - Sean Connery - The Avengers - Agenti speciali (The Avengers)
  - Roger Moore - Spice Girls - Il film (Spice World)
  - Joe Pesci - Arma letale 4 (Lethal Weapon 4)
  - Sylvester Stallone - Hollywood brucia (An Alan Smithee Film: Burn Hollywood Burn)
- 1999
  - Ahmed Best - Star Wars: Episodio I - La minaccia fantasma (Star Wars: Episode I – The Phantom Menace)
  - Gabriel Byrne - Giorni contati (End of Days), Stigmate (Stigmata)
  - Kenneth Branagh - Wild Wild West
  - Rob Schneider - Big Daddy - Un papà speciale (Big Daddy)

### 2000
- 2000
  - Barry Pepper - Battaglia per la Terra (Battlefield Earth: A Saga of the Year 3000)
  - Stephen Baldwin - I Flintstones in Viva Rock Vegas (The Flintstones in Viva Rock Vegas)
  - Keanu Reeves - The Watcher
  - Arnold Schwarzenegger - Il sesto giorno (The 6th Day)
  - Forest Whitaker - Battaglia per la Terra (Battlefield Earth: A Saga of the Year 3000)
- 2001
  - Charlton Heston - Come cani e gatti (Cats & Dogs) (voce), Planet of the Apes - Il pianeta delle scimmie (Planet of the Apes), Amori in città... e tradimenti in campagna (Town & Country)
  - Max Beesley - Glitter
  - Burt Reynolds - Driven
  - Sylvester Stallone - Driven
  - Rip Torn - Freddy Got Fingered
- 2002
  - Hayden Christensen - Star Wars: Episodio II - L'attacco dei cloni (Star Wars: Episode II – Attack of the Clones)
  - Christopher Walken - The Country Bears - I favolorsi (The Country Bears)
  - Tom Green - 110 e frode (Stealing Harvard)
  - Freddie Prinze Jr. - Scooby-Doo
  - Robin Williams - Eliminate Smoochy (Death to Smoochy)
- 2003
  - Sylvester Stallone - Missione 3D - Game Over (Spy Kids 3-D: Game Over)
  - Anthony Anderson - Kangaroo Jack - Prendi i soldi e salta, (Kangaroo Jack)
  - Alec Baldwin - Il gatto... e il cappello matto (The Cat in the Hat)
  - Al Pacino - Amore estremo - Tough Love (Gigli)
  - Christopher Walken - Amore estremo - Tough Love (Gigli), Kangaroo Jack - Prendi i soldi e salta (Kangaroo Jack)
- 2004
  - Donald Rumsfeld - Fahrenheit 9/11
  - Val Kilmer - Alexander
  - Arnold Schwarzenegger - Il giro del mondo in 80 giorni (Around the World in 80 Days)
  - Jon Voight - Un genio in pannolino 2 (Superbabies: Baby Geniuses 2)
  - Lambert Wilson - Catwoman
- 2005
  - Hayden Christensen - Star Wars: Episodio III - La vendetta dei Sith (Star Wars: Episode III – Revenge of the Sith)
  - Alan Cumming - The Mask 2 (Son of the Mask)
  - Bob Hoskins - The Mask 2 (Son of the Mask)
  - Eugene Levy - Il ritorno della scatenata dozzina (Cheaper by the Dozen 2), The Man - La talpa (The Man)
  - Burt Reynolds - Hazzard (The Dukes of Hazzard), L'altra sporca ultima meta (The Longest Yard)
- 2006
  - M. Night Shyamalan - Lady in the Water
  - Danny DeVito - Conciati per le feste (Deck the Halls)
  - Ben Kingsley - BloodRayne
  - Martin Short - Santa Clause è nei guai (The Santa Clause 3: The Escape Clause)
  - David Thewlis - Basic Instinct 2, Omen - Il presagio (The Omen)
- 2007
  - Eddie Murphy - Norbit
  - Orlando Bloom - Pirati dei Caraibi - Ai confini del mondo (Pirates of the Caribbean: At World's End)
  - Kevin James - Io vi dichiaro marito e... marito (I Now Pronounce You Chuck and Larry)
  - Rob Schneider - Io vi dichiaro marito e... marito (I Now Pronounce You Chuck and Larry)
  - Jon Voight - Bratz (Bratz: The Movie), Il mistero delle pagine perdute (National Treasure: Book of Secrets), September Dawn, Transformers
- 2008
  - Pierce Brosnan - Mamma Mia!
  - Uwe Boll - Postal
  - Ben Kingsley - Love Guru (The Love Guru), Fa' la cosa sbagliata (The Wackness), War, Inc.
  - Burt Reynolds - Deal, In the Name of the King (In the Name of the King: A Dungeon Siege Tale)
  - Verne Troyer - Love Guru (The Love Guru), Postal
- 2009
  - Billy Ray Cyrus - Hannah Montana: The Movie
  - Hugh Hefner - Miss Marzo
  - Robert Pattinson - The Twilight Saga: New Moon
  - Jorma Taccone - Land of the Lost
  - Marlon Wayans - G.I. Joe - La nascita dei Cobra (G.I. Joe: The Rise of Cobra)

### 2010
- 2010
  - Jackson Rathbone - L'ultimo dominatore dell'aria (The Last Airbender), The Twilight Saga: Eclipse (The Twilight Saga: Eclipse)
  - Billy Ray Cyrus - Operazione Spy Sitter (The Spy Next Door)
  - George Lopez - Sansone (Marmaduke), Operazione Spy Sitter (The Spy Next Door), Appuntamento con l'amore (Valentine's Day)
  - Dev Patel - L'ultimo dominatore dell'aria (The Last Airbender)
  - Rob Schneider - Un weekend da bamboccioni (Grown Ups)
- 2011
  - Al Pacino - Jack e Jill (Jack and Jill)
  - Patrick Dempsey – Transformers 3 (Transformers: Dark of the Moon)
  - James Franco – Sua Maestà (Your Highness)
  - Ken Jeong – Big Mama - Tale padre, tale figlio (Big Mommas: Like Father, Like Son), Una notte da leoni 2 (The Hangover Part II), Transformers 3 (Transformers: Dark of the Moon), Il signore dello zoo (Zookeeper)
  - Nick Swardson - Jack e Jill (Jack and Jill), Mia moglie per finta (Just Go with It)
- 2012
  - Taylor Lautner - The Twilight Saga: Breaking Dawn - Parte 2 (The Twilight Saga: Breaking Dawn – Part 2)
  - David Hasselhoff - Piranha 3DD (Piranha 3DD)
  - Liam Neeson - Battleship (Battleship), La furia dei titani (Wrath of the Titans)
  - Nick Swardson - Indovina perché ti odio (That's My Boy)
  - Vanilla Ice - Indovina perché ti odio (That's My Boy)
- 2013
  - Will Smith - After Earth
  - Chris Brown - Battle of the Year - La vittoria è in ballo (Battle of the Year)
  - Larry the Cable Guy - A Madea Christmas
  - Taylor Lautner - Un weekend da bamboccioni 2 (Grown Ups 2)
  - Nick Swardson - Ghost Movie (A Haunted House), Un weekend da bamboccioni 2 (Grown Ups 2)
- 2014
  - Kelsey Grammer - I mercenari 3, Il magico mondo di Oz, La guerra dei sessi - Think Like a Man Too, Transformers 4 - L'era dell'estinzione
  - Mel Gibson - I mercenari 3
  - Shaquille O'Neal - Insieme per forza
  - Arnold Schwarzenegger - I mercenari 3
  - Kiefer Sutherland - Pompei
- 2015
  - Eddie Redmayne - Jupiter - Il destino dell'universo (Jupiter Ascending)
  - Chevy Chase - Un tuffo nel passato 2 (Hot Tub Time Machine 2) e Come ti rovino le vacanze (Vacation)
  - Josh Gad - Pixels e The Wedding Ringer - Un testimone in affitto (The Wedding Ringer)
  - Kevin James - Pixels
  - Jason Lee - Alvin Superstar - Nessuno ci può fermare (Alvin & The Chipmunks: Road Chip)
- 2016
  - Jesse Eisenberg - Batman v Superman: Dawn of Justice
  - Nicolas Cage - Snowden
  - Johnny Depp - Alice attraverso lo specchio (Alice Through the Looking Glass)
  - Will Ferrell - Zoolander 2
  - Jared Leto - Suicide Squad
  - Owen Wilson - Zoolander 2
- 2017
  - Mel Gibson - Daddy's Home 2
  - Javier Bardem - Pirati dei Caraibi - La vendetta di Salazar (Pirates of the Caribbean: Dead Men Tell No Tales) e Madre!
  - Russell Crowe - La mummia (The Mummy)
  - Josh Duhamel - Transformers - L'ultimo cavaliere (Transformers: The Last Knight)
  - Anthony Hopkins - Autobahn - Fuori controllo (Collide) e Transformers - L'ultimo cavaliere (Transformers: The Last Knight)
- 2018
  - John C. Reilly - Holmes & Watson - 2 de menti al servizio della regina
  - Jamie Foxx - Robin Hood - L'origine della leggenda (Robin Hood)
  - Ludacris (voce) - Show Dogs - Entriamo in scena (Show Dogs)
  - Joel McHale - Pupazzi senza gloria (The Happytime Murders)
  - Justice Smith - Jurassic World - Il regno distrutto (Jurassic World: Fallen Kingdom)
- 2019
  - James Corden - Cats
  - Tyler Perry - A Madea Family Funeral (Joe)
  - Tyler Perry - A Madea Family Funeral (zio Heathrow)
  - Seth Rogen - Zeroville
  - Bruce Willis - Glass

### 2020
- 2020
  - Rudolph Giuliani - Borat - Seguito di film cinema (Borat Subsequent Moviefilm: Delivery of Prodigious Bribe to American Regime for Make Benefit Once Glorious Nation of Kazakhstan)
  - Chevy Chase - The Very Excellent Mr. Dundee
  - Shia LaBeouf - The Tax Collector
  - Arnold Schwarzenegger - The Iron Mask (Тайна печати дракона)
  - Bruce Willis - Breach, Hard Kill e Survive the Night
- 2021
  - Jared Leto - House of Gucci
  - Ben Affleck - The Last Duel
  - Nick Cannon - The Misfits
  - Mel Gibson - Pericoloso (Dangerous)
  - Gareth Keegan - Diana
- 2022
  - Tom Hanks - Elvis
  - Pete Davidson - Good Mourning
  - Mod Sun - Good Mourning
  - Xavier Samuel - Blonde
  - Evan Williams - Blonde
- 2023
  - Sylvester Stallone - I mercenari 4 - Expendables
  - Michael Douglas - Ant-Man and the Wasp: Quantumania
  - Bill Murray - Ant-Man and the Wasp: Quantumania
  - Franco Nero - L'esorcista del papa
  - Mel Gibson - Confidential Informant
- 2024
  - Jon Voight - Megalopolis, Reagan, Shadow Land e Strangers
  - Jack Black - Borderlands
  - Kevin Hart - Borderlands
  - Shia LaBeouf - Megalopolis
  - Tahar Rahim - Madame Web